# Hợp Thành, Yên Thành
Hợp Thành là một xã của huyện Yên Thành, tỉnh Nghệ An, Việt Nam.

## Địa giới - Hành chính
- Phía bắc giáp các xã Văn Thành, Phú Thành.
- Phía đông giáp xã Diễn thái, huyện Diễn Châu.
- Phía nam giáp Nhân thành, tây giáp Hoa Thành.

Là một xã có diện tích vào loại nhỏ nhất huyện Yên Thành (khoàng 5 km2), nhưng có vị trí địa lý thuận lợi bậc nhất cho việc phát triển kinh tế xã hội. Trung tâm xã là ngã tư Hợp Thành, nơi giao điểm của hai con đường quan trọng 538 và 533 đều nối giữa hai Quốc lộ 1 và quốc lộ 7. Cách ngã tư Hợp Thành chưa đầy 100 mét trên đường 533 là chợ đầu mối quan trọng của vùng có tên chợ Hôm thịnh vượng từ lâu đời. Trước đây chợ có tên là chợ Huyện vì cả khu vực trung tâm của xã còn là trung tâm huyện lỵ thời Pháp thuộc. Xã Hợp Thành có truyền thống luôn dẫn đầu huyện về phát triển kinh tế, văn hóa, thể dục thể thao trong nhiều năm.

## Văn hóa
Ở Hợp thành có những địa danh khá nổi tiếng. Đầu tiên phải kể đến chùa Tạnh hết sức linh thiêng mặc dù đã bị thời gian, chiến tranh, thiên nhiên, con người tàn phá, chỉ còn lại khuôn viên và tượng thần Kim Quy linh thiêng. Nay chùa được địa phương khôi phục theo nhu cầu sinh hoạt tâm linh ngày một dâng cao của nhân dân. Kế đến là rú Bỉn với địa thế thiên tạo tuyệt vời, đó là hòn núi đá mọc giữa đồng bằng bên cạnh là con sông nhỏ uốn khúc, tạo nên phong cảnh sơn thủy hữu tình. Trải qua thăng trầm lịch sử, nhất là bàn tay con người khai thác đất đá, rú Bỉn bị thiệt hại khá nặng nhưng vẫn giữ được cơ bản nét hùng vỹ thâm nghiêm. Theo sách địa lý xưa, ngọn núi đá mọc giữa vùng đồng bằng như vậy rất dễ có nhiều long mạch quý. Người dân truyền miệng câu thiệu " Đầu đồi tiến sĩ cuối đồi trạng nguyên", ý nói dòng họ cất mộ tổ đầu đồi thì có tiến sĩ, cất cuối đồi có trạng nguyên.
Xã Hợp Thành còn có một làng nghề nữa, đó là làng Vĩnh Hòa. Ở làng nghề Vĩnh Hòa chuyên sản xuất các loại bánh như: bánh chưng, bánh gai, bánh mướt, bánh xèo, bánh mật, bánh biến, kẹo cốm, bánh đúc. Vĩnh Hòa là một xóm đạo toàn tòng, ở đây có nhà thờ, xung quanh là con sông uốn lượn
chảy qua, ở đây còn có đền Tam Tòa thờ Lý Nhật Quang. Tương truyền Lý Nhật Quang đi qua đây bị rơi một giọt máu nên người dân lập nên đền thờ.
Làng Phan hay còn gọi là Phan Xá là một làng nằm phía bắc của xã.